# Tour solaire (Le Mans)
Pour les articles homonymes, voir Tour solaire.
La Tour solaire est un gratte-ciel situé dans le quartier Novaxis au Mans, dans le département de la Sarthe. Sa hauteur est de 35 mètres.

## Historique
Sa construction en 2000 a été réalisée dans le but d'agrandir le quartier sud de la gare du Mans.

## Usage
La tour n'est utilisée que pour des bureaux, et abrite le siège social du GIE sesam, qui concevra les Cartes Vitales. Avec 8 étages elle est l'une des tours les plus importantes du quartier Novaxis.

## Architecture
Son architecture ovale offre une vue de 360°. À l'intérieur des bureaux, on peut donc y apercevoir tous les angles du Mans comme la Cathédrale Saint-Julien ou encore le Stade Léon-Bollée.